# Жабон, Бадма Жапович
Бадма́ Жа́пович Жабо́н (1 января 1919, с. Алханай Забайкальской области — 26 декабря 1996, там же АБАО, Российская Федерация) — старшина Красной Армии, один из организаторов партизанского движения в Брянской области в период Великой Отечественной войны, командир соединения партизанских отрядов на Черноземье и в восточных областях Украины и Белоруссии. Герой России (1996).

## Биография
Родился 1 января 1919 года в горном селении Алханай Агинского аймака Забайкальской области (ныне Дульдургинский район Забайкальского края) в крестьянской семье. По национальности бурят. В предвоенные годы трудился на родине в колхозе. В 1939 году призван на службу в ряды Красной Армии.
На фронте Великой Отечественной пребывал с первых дней войны. В июне 1941 года рядовой Жабон в составе 250-го стрелкового полка 82-го стрелкового корпуса отправлен на Западный фронт с целью содействия наступлению 1-го гвардейского кавалерийского корпуса и обеспечения продвижения 33-й армии в западном направлении и в последующем оказания помощи войскам юхновской группировки, находящейся в окружении противника. Однако, участвуя в составе посадочного десанта резерва Ставки в сражениях на Центральном фронте, был дважды ранен; находясь в госпитале, к концу месяца того же года после отступления из Белоруссии частей 13-й армии Белорусского особого военного округа сам оказался во вражеском тылу на оккупированной территории. Более трёх месяцев группа бойцов во главе с Жабоном пробивалась на территорию Брянской области. В октябре 1941 года, достигнув окрестностей Брянска и скрывшись в лесополосе близ города, группа решила продолжать подпольную борьбу против врага. Весной 1942 года Жабон вместе с А. Н. Пономарёвым стал инициатором создания партизанской бригады им. К. Е. Ворошилова № 1, в котором был сформирован легендарный отряд «Спартак», где Бадма Жапович изначально командовал ротой. Вскоре за умелое руководство действиями партизанских групп в тылу противника его назначили командиром всего отряда, который наносил ощутимые удары по уязвимым местам в тылу противника, осуществляя диверсии на железной дороге. За период участия в партизанском движении (октябрь 1941 — октябрь 1943 года) Бадма Жабон, известный по позывному Монгол, лично пустил под откос 8 эшелонов с живой силой и техникой врага, на автодорогах им лично в ходе засад было уничтожено 13 автомашин с различными военными грузами. Участвовал и руководил более чем 300 боевыми операциями против оккупантов и их пособников в Брянской, Сумской, Орловской и Курской областях. Всего на боевом счету Жабона 125 уничтоженных военнослужащих вермахта.
С 1943 года, оставаясь координатором партизанских соединений, стал членом подпольного Орловского обкома ВКП(б). После присоединения своего партизанского отряда к Красной Армии воевал в частях 3-го Белорусского фронта в Прибалтике, был тяжело ранен под Кёнигсбергом. В 1945 году демобилизован по ранению в том же звании старшины, в котором и начал войну. После её окончания вернулся на родину, работал в родном Алханае председателем сельсовета, бухгалтером в колхозе «Эрдэм» («Знание»), был активным участником сельскохозяйственных полевых работ. Ежегодно накануне очередных юбилейных торжеств, Бадма Жапович приезжал в Брянск увидеться с другими участниками Всесоюзной встречи партизан и подпольщиков на Партизанской поляне, вместе с боевыми товарищами посещал мемориалы в городке Новозыбков и в посёлке Любин, где доныне сохраняется партизанская отрядная землянка.
За мужество и героизм, проявленные в партизанской борьбе против немецко-фашистских захватчиков в период Великой Отечественной войны 1941—1945 годов указом Президента Российской Федерации № 1071 от 20 июля 1996 года бывшему партизану Жабону Бадме Жаповичу присвоено почётное звание Героя Российской Федерации. Это случилось за несколько месяцев до кончины ветерана.
Был награждён орденами Отечественной войны I степени, «Знак Почёта», медалями.
6 мая 2000 года по инициативе жителей села в доме легендарного партизанского командира был открыт музей.
На родине героя-партизана уже несколько лет проводится открытый турнир по вольной борьбе среди юношей — Кубок памяти Героя России Бадмы Жабона.

## Комментарии
1. ↑  По всей видимости речь идёт о 250 сп 82-й мотострелковой дивизии[1] из которого сформирован 250-й воздушно-десантный полк Западного фронта[2] для участия в Вяземской воздушно-десантной операции. Командир полка - Солдатов Николай Лаврентьевич.

## Примечание
1. ↑  Память народа::Подлинные документы о Второй Мировой войне. Дата обращения: 11 августа 2023. Архивировано 11 августа 2023 года.
2. ↑  Память народа::Подлинные документы о Второй Мировой войне. Дата обращения: 11 августа 2023. Архивировано 11 августа 2023 года.
3. ↑  История Агинского округа в советское время (недоступная ссылка)
4. ↑  Указ Президента РФ «О присвоении звания Героя Российской Федерации Жабону Б. Ж.»